# 弗拉维奥·科蒂
弗拉维奥·科蒂（英語：Flavio Cotti，1939年10月18日—2020年12月16日）是瑞士的一名政治家。他曾两次出任瑞士联邦总统，第一次任期始于1991年，而第二次任期始于1998年。